# Polymerurus andreae
Polymerurus andreae is een buikharige uit de familie Chaetonotidae. Het dier komt uit het geslacht Polymerurus. Polymerurus andreae werd in 2005 voor het eerst wetenschappelijk beschreven door Hochberg. 